# Ofensiva de Invierno (1939-1940)
La Ofensiva del Invierno de 1939-1940 (en chino: 冬季攻勢) fue uno de los principales enfrentamientos entre el Ejército Nacional Revolucionario y el Ejército Imperial Japonés durante la segunda guerra sino-japonesa, en la que las fuerzas chinas lanzaron su primera gran contraofensiva en múltiples frentes. Aunque esta ofensiva no logró sus objetivos originales, algunos estudios han demostrado que supuso un duro golpe para las fuerzas japonesas, así como un gran impacto para el mando militar japonés, que no esperaba que las fuerzas chinas pudieran lanzar una operación ofensiva a tan gran escala.
En abril de 1940, el ejército japonés había logrado detener la operación. Sin embargo, una contraofensiva japonesa en el teatro del norte no logró apoderarse de Ningxia y fue derrotada en Suiyuan por las fuerzas musulmanas chinas.

## Situación estratégica
Los chinos habían rechazado dos ofensivas japonesas en el verano en la batalla de Suixian-Zaoyang y en el otoño en la primera batalla de Changsha. Creían que las fuerzas japonesas estaban demasiado disipadas para tomar y mantener un nuevo territorio y no podrían lanzar grandes ofensivas a menos que recibieran más refuerzos. Sin embargo, al defender las líneas interiores y con el control de las líneas de comunicación, aún podrían cambiar las fuerzas y lanzar ofensivas locales para dañar a las fuerzas chinas o acabar con las guerrillas en las áreas de retaguardia. Además, durante 1939, los japoneses estaban reemplazando muchas de sus grandes divisiones cuadradas de cuatro regimientos con las divisiones triangulares de tres regimientos más pequeñas y las débiles brigadas mixtas independientes. Este debilitamiento de las fuerzas animó a los chinos a planear una gran ofensiva para explotar ese hecho.

## Plan chino
El objetivo de los chinos en la ofensiva era tomar la iniciativa realizando ataques en múltiples frentes para comprometer a las fuerzas japonesas. Tenían la intención de aprovechar su posición de líneas exteriores para evitar que los japoneses lanzaran nuevas ofensivas locales o cambiaran sus fuerzas para concentrarse en una gran ofensiva. El esfuerzo principal iba a ser en las 2.ª, 3.ª, 5.ª y 9.ª Zonas de Guerra, que recibieron todas las unidades recién entrenadas y reorganizadas. Los esfuerzos secundarios en apoyo de los esfuerzos principales o como desvíos debían ser realizados por las 1.ª, 4.ª, 8.ª Zonas de Guerra, Shantung-Kiangsu y Hopei-Chahar con sus unidades existentes.

## Resultados de la ofensiva en el norte
La "Historia de la guerra sino-japonesa" de Long-hsuen termina la narración de la operación con la mención de que las dificultades de suministro afectaron en gran medida las operaciones debido a las incursiones comunistas en la retaguardia y la instigación de revueltas, que confiscaron alimentos y prohibieron su venta a las fuerzas gubernamentales. A pesar de esto, el 40.º Cuerpo y el 27.º Cuerpo lograron su objetivo de inmovilizar a los japoneses en el área de Chang-chih y Chang-tze. Sin embargo, en el suroeste de Shanxi, el esfuerzo principal de la 2.ª Zona de Guerra y de toda la ofensiva del norte de China no logró apoderarse de las principales ciudades en el ferrocarril o los puntos fuertes japoneses que eran sus objetivos o cortar el Ferrocarril de Tungpu, a excepción del área entre Wenxi y Anyi. Al final de la campaña, el Área de la Segunda Guerra afirmó que 13.770 japoneses murieron o resultaron heridos. La 1.ª Zona de Guerra informó que 5.130 japoneses murieron y parece haber cumplido su misión de inmovilizar a las tropas japonesas en su área de operaciones. La 8.ª Zona de Guerra, después de una campaña de vaivén, había logrado hacer retroceder a los japoneses a Baotou en la batalla de Wuyuan. Las fuerzas guerrilleras en la Zona de Guerra de Hebei-Chahar y Shandong-Kwangtung llevaron a cabo ataques pero aparentemente sin resultados decisivos, y en la península de Shandong recibieron un serio contraataque.
En 1937, el gobierno chino supo que los japoneses planeaban instalar un régimen títere musulmán Hui alrededor de Suiyuan y Ningxia, y habían enviado agentes a la región. El Middlesboro Daily News publicó un artículo de Owen Lattimore que informaba sobre la ofensiva planificada de Japón en la región musulmana en 1938, que predecía que los japoneses sufrirían una aplastante derrota a manos de los musulmanes.
Los japoneses planearon invadir Ningxia desde Suiyuan en 1939 y crear un estado títere musulmán Hui. Sin embargo, al año siguiente, los japoneses fueron derrotados por el general musulmán del Kuomintang Ma Hongbin, lo que provocó el colapso del plan. Sus tropas musulmanas Hui lanzaron nuevos ataques contra Japón en la batalla de Suiyuan Occidental.
En Suiyuan, 300 colaboradores mongoles que servían a los japoneses fueron combatidos por un solo musulmán que tenía el rango de mayor en la batalla de Wulan Obo en abril.
Los generales musulmanes Ma Hongkui y Ma Hongbin defendieron el oeste de Suiyuan, especialmente en Wuyuan, en 1940. Ma Hongbin comandó el 81.º Cuerpo, que sufrió muchas bajas, pero finalmente rechazó a los japoneses y los derrotó.
Japón hizo un uso intensivo de armas químicas contra China para compensar la falta de efectivos en combate y porque China no tenía reservas propias de gas venenoso para tomar represalias. Japón también usó gas venenoso contra los ejércitos musulmanes chinos en la batalla de Wuyuan y la batalla de Suiyuan Occidental.

## Resultados de la ofensiva en el centro
El Ejército del Norte del Río logró pocos resultados y fue expulsado detrás del río el 23 de diciembre, liberando unidades de la 13.ª División para su uso en otros lugares. Los japoneses mantuvieron al Ejército del Flanco Derecho en el área de Zhongjiang, lejos de la línea de parada planificada de Xinshi a Songhe y Pingba. Los japoneses tenían el Ejército del Flanco Izquierdo o lejos de sus objetivos finales. El Ejército del Sur de Honan atacó a la 3.ª División enemiga en el área al norte de Yingshan y Xishuanghe y envió una fuerte fuerza para cortar las líneas de comunicación enemigas en el área de Guangshui y Xinyang. Su fuerza principal era atacar en el área de Xinyang y ocuparla. Ninguno de estos objetivos se logró a pesar del compromiso del 31.º Grupo de Ejércitos. La fuerza guerrillera oriental de Hebei no avanzó hacia las áreas de retaguardia enemigas en Guangshui, Huayuan y Hankou para controlar el movimiento enemigo a lo largo de la vía férrea. Nunca se acercaron a esos objetivos, dejando a los japoneses libres para mover tropas a lo largo de los rieles para enfrentar los otros ataques.
El general musulmán chino Ma Biao dirigió a la caballería musulmana para aniquilar a los japoneses en la batalla de Huaiyang.

## Ofensiva china de invierno en Kwantung
Después de derrotar a la fuerza japonesa que venía de Longxian el 1 de enero, el 54.º Cuerpo recapturó esa ciudad el 2 de enero. Guandu cayó el 4 y Qingtang el 5 de enero. Los japoneses se retiraron a Shatien mientras el 54.º Cuerpo avanzaba hacia el suroeste hasta Shijiao. El 3 de enero, el 2.º Cuerpo Provisional sitió Yingde y la tomó el 5. Luego continuó avanzando hacia Lianjiangkou mientras los remanentes japoneses huyeron hacia el suroeste y tomaron Qingcheng en la orilla norte del río Lien, uniéndose con las fuerzas japonesas al otro lado del río hacia el sur. Posteriormente, partes del 64.º Cuerpo y el 2.º Cuerpo Provisional recuperaron Qingcheng el 10 de enero. Al otro lado del río, al día siguiente, la 14.ª División del 54.º Cuerpo recuperó Pajiangkou y, al este, Conghua cayó ante el destacamento del 35.º Grupo de Ejércitos. Yuantan a lo largo del ferrocarril Canton Hankow cayó al día siguiente. Yinzhan'ao cayó el 16 de enero.
La fuerza principal del 35º Grupo de Ejércitos se movió a lo largo de la orilla oeste del Río Norte cerca de Chiang-hsin, y el 54.º Cuerpo y una parte del 12.º Grupo de Ejércitos se trasladaron para tomar posiciones en Heng-shih, Liangkou, Lutien y Meikang. La 4.ª Zona de Guerra reportó más de 10,300 enemigos muertos, 100 rifles y una gran cantidad de suministros capturados.
Sin embargo, con el frente restringido y los refuerzos enviados desde el centro de China, los japoneses pudieron cambiar las fuerzas para relevar a sus fuerzas en el sur de Guangxi.